# نمش‌پاترو
نِمِش‌پاترو (به مجاری:  Nemespátró) یک منطقهٔ مسکونی در مجارستان است که در زالا واقع شده‌است.